# Sthenelos
Sthenelos var kung av Mykene i grekisk mytologi. Han var son till hjälten Perseus och den etiopiska prinsessan Andromeda. Sthenelos regerade tillsammans med sina bröder Alkaios och Elektryon i det Mykene som deras far hade grundat.
Själv var han far till Eurystheus, kung av Tiryns.